# Cos Cob
Cos Cob es un lugar designado por el censo ubicado en el condado de Fairfield en el estado estadounidense de Connecticut. En el año 2010 tenía una población de 6,770 habitantes.

## Geografía
Cos Cob se encuentra ubicado en las coordenadas 41°3′16″N 73°35′33″O / 41.05444, -73.59250.